# Listopad 2023

## 28 listopada
- Całkowitym sukcesem zakończyła się akcja ratunkowa uwalniania wszystkich 41 robotników budowlanych uwięzionych przez 17 dni w wyniku zawalenia się budowanego przez nich tunelu drogowego w Indiach, w Himalajach[1].

## 27 listopada
- Prezydent Rzeczypospolitej Polskiej Andrzej Duda powołał trzeci rząd Mateusza Morawieckiego[2]

## 21 listopada
- Katarzyna Kasia została Warszawianką Roku 2023[3].

## 19 listopada
- Zmarł Włodzimierz Musiał, polski aktor[4].
- Zmarł Marek Ałaszewski, kompozytor, gitarzysta, artysta malarz, założyciel zespołu Klan[5].
- W wieku 96 lat zmarła Rosalynn Carter, żona byłego prezydenta USA Jimmy’ego Cartera i pierwsza dama Stanów Zjednoczonych w latach 1977–1981[6].
- Zakończył się rozgrywany w Turynie turniej ATP Finals. W grze indywidualnej zwycięzcą został Novak Đoković, a w deblu wygrał duet Rajeev Ram–Joe Salisbury[7].

## 18 listopada
- W kościele św. Marii w Paryżu odbyła się konsekracja biskupia kapłana M. Daniela Mamesa na biskupa i tym samym stał się on pierwszym Polakiem pełniącym urząd biskupa mariawickiego w Paryżu i biskupem koadiutorem Prowincji Francuskiej Kościoła Starokatolickiego Mariawitów[8].

## 16 listopada
- 26 osób zginęło, a 63 zostały ranne w pożarze biurowca w Lüliang w Shanxi w Chinach[9].

## 15 listopada
- Autobus przewożący pasażerów wypadł z drogi i wpadł do 300 m doliny w dystrykcie Doda w stanie Dżammu i Kaszmir w Indiach, w wyniku czego co najmniej 39 osób zginęło, a 19 zostało rannych[10].

## 13 listopada
- Miało miejsce pierwsze posiedzenie Sejmu Rzeczypospolitej Polskiej X kadencji. Szymon Hołownia został wybrany marszałkiem Sejmu[11].

## 12 listopad
- W marszu przeciwko antysemityzmowi w Paryżu według ministerstwa spraw wewnętrznych udział  wzięło 105 tysięcy osób[12].
- Miał miejsce pożar zabytkowego pałacyku w miejscowości Cygusy w województwie pomorskim. W wyniku pożaru zginęła jedna osoba[13][14].

## 11 listopad
- Inwazja Rosji na Ukrainę: Rosja przeprowadza pierwszy od 52 dni atak rakietowy na Kijów. Większość rakiet balistycznych została przechwycona przez ukraińską obronę przeciwlotniczą. Nie zgłoszono żadnych ofiar[15].
- Z okazji obchodów Narodowego Święta Niepodległości, prezydent RP Andrzej Duda odznaczył Jerzego Kalinę Orderem Orła Białego[16].
- Pod hasłem "Jeszcze Polska nie zginęła" ulicami Warszawy przeszedł Marsz Niepodległości 2023. Jak poinformował prezydent Warszawy Rafał Trzaskowski w wydarzeniu wzięło udział ok. 40 tys. osób[17][18].
- Ok. 15 tys. osób wzięło udział w 33. Biegu Niepodległości w Warszawie[19].
- Podczas meczu rozgrywanego przez Egnatia Rrogozhinë przeciwko Partizani Tirana w ramach 13. kolejki Kategoria Superiore, zasłabł ghański piłkarz Raphael Dwamena i zmarł w drodze do szpitala w wyniku zatrzymania akcji serca[20][21][22].

## 10 listopad
- Niezależny rosyjski portal Nastojaszczeje Wriemia poinformował, iż był szef Ministerstwa Spraw Wewnętrznych Łotwy oraz parlamentarzysta Jānis Ādamsons, został skazany na 8,5 roku więzienia za szpiegostwo na rzecz Rosji, a także nielegalne przechowywanie broni i oszustwo[23].
- Amerykański samolot wojskowy prowadzący operacje szkoleniowe rozbił się nad wschodnią częścią Morza Śródziemnego. W wyniku katastrofy zginęło pięć osób[24].
- Donald Tusk, Władysław Kosiniak-Kamysz, Szymon Hołownia, Włodzimierz Czarzasty i Robert Biedroń podpisali powyborczą umowę koalicyjną w imieniu Koalicji Obywatelskiej, Trzeciej Drogi i Lewicy[25][26].

## 9 listopad
- Dzięki zawarciu wstępnego porozumienia, zakończył się trwający 118 dni strajk aktorów w Hollywood (był jeden z najdłuższych przestojów w historii branży w USA)[27].
- Uprowadzony pod koniec października ojciec piłkarza Liverpoolu Luisa Diaza; Luis Manuel Diaz został przekazany urzędnikom Organizacji Narodów Zjednoczonych przez członków Armii Wyzwolenia Narodowego (ELN)[28].
- Obraz olejny Tamary Łempickiej pt. „Kizette II” („Kizette w różowej sukience”) został zakupiony w nowojorskim domu aukcyjnym Christie’s za  kwotę 14,785 mln dolarów[29].
- Sejmowa komisja do Spraw Unii Europejskiej pozytywnie zaopiniowała kandydatury Dobrochny Bach-Goleckiej na urząd sędziego Trybunału Sprawiedliwości UE, zaś Aleksandry Rutkowskiej i Arkadiusza Radwana do Sądu UE[30].

## 8 listopad
- Co najmniej 2 tys. osób zginęło, a 3 tys. zostało rannych w wyniku masakry ludności cywilnej dokonanej przez Siły Szybkiego Wsparcia w dzielnicy Ardamata w Al-Dżunajna w Darfurze Zachodnim po wycofaniu się armii sudańskiej z miasta[31][32].
- Co najmniej 34 prorządowych bojówkarzy i żołnierzy zginęło w serii ataków Państwa Islamskiego (IS) w pobliżu miast Dajr az-Zaur, Hims i Ar-Rakka, po których rosyjskie samoloty zbombardowały pozycje IS[33].
- Polski pisarz Józef Hen obchodził setne urodziny[34].
- Pracownicy Muzeum Budownictwa Ludowego w Sanoku przy udziale służb konserwatorskich i społeczników wydobyli około 350-kilogramowy dzwon z dawnej cerkwi greckokatolickiej pw. św. Mikołaja w Maniowie, który ukryto w trakcie II wojny światowej[35][36].
- Serwis internetowy Omegle, umożliwiający użytkownikom anonimowe rozmowy jeden na jednego z nieznajomymi, został zamknięty po 14 latach z powodu krytyki władz USA za brak blokowania toksycznych użytkowników[37][38][39].

## 7 listopada
- W wieku 95 lat zmarł Frank Borman, uczestnik misji Apollo 8, uważany za najstarszego astronautę na świecie[40].
- W Miedzeszynie zmarł Jerzy Marchwiński, polski pianista, kameralista i pedagog[41].

## 6 listopada
- Co najmniej 25 osób w Somalii i 15 w Kenii zginęło w wyniku powodzi spowodowanych obfitymi opadami deszczu. W Kenii zniszczono zostało ok. 241 akrów pól uprawnych, zginęło 1067 zwierząt gospodarskich, a w Somalii zniszczonych zostało kilka domów, mostów i dróg[42].
- Prezydent RP Andrzej Duda w orędziu do narodu poinformował, iż powierzył misję sformowania rządu dotychczasowemu premierowi Mateuszowi Morawieckiemu[43].
- Dwoje eko-aktywistów z organizacji „Just Stop Oil”, zaatakowało młotkiem w National Gallery w Londynie, obraz „Wenus z lustrem” Diego Velázqueza[44][45].
- Rozpoczął się Protest Polskich Przewoźników na granicy polsko-ukraińskiej[46].

## 5 listopada
- Co najmniej 20 osób zginęło w wyniku ataku rakietowego na rynek w Chartumie[47].
- 11 osób zginęło, a kilka zostało porwanych, gdy napastnicy z Boko Haram otworzyli ogień do rolników pracujących na swoich polach w Jere w stanie Borno w Nigerii[48].
- Odbyły się wybory samorządowe w Mołdawii[49][50].
- Ukraińska agencja UNIAN przekazała, że w jednym ze szpitali w Charkowie zmarł 49-letni Maciej Bednarski, polski ochotnik biorący udział w walkach na Ukrainie przeciwko Rosji[51].
- Filipiński prezenter radiowy Juan Jumalon, znany jako DJ Johnny Walker, został zastrzelony w czasie audycji na żywo, którą prowadził ze studia w swoim domu na wyspie Mindanao[52].
- Polka Iga Świątek zwyciężyła w rywalizacji singlistek podczas kończącego kobiece rozgrywki najwyższej rangi turnieju WTA Finals 2023[53].

## 4 listopada
- Co najmniej 15 cywilów zginęło w Chartumie podczas ostrzału między armią sudańską a Siłami Szybkiego Wsparcia[54].
- Służba Bezpieczeństwa Ukrainy poinformowała o wszczęciu sprawy karnej przeciw patriarsze Moskwy i całej Rusi Cyrylowi za „błogosławienie” żołnierzy rosyjskich wyruszających na wojnę przeciw Ukrainie[55].
- Ukazał się ponad godzinny posse cut pt. „Rolling 200 Deep” zmarłego w 2022 roku DJ-a Kayslaya z udziałem 200 czołowych amerykański raperów[56][57][58].

## 3 listopada
- Trzęsienie ziemi o sile 5,6 w skali Richtera nawiedziło prowincję Karnali w Nepalu, zabijając co najmniej 157 osób i niszcząc wiele domów[59].
- W pożarze ośrodka odwykowego w Langarud w Gilan w Iranie zginęły 32 osoby, a 16 zostało rannych[60].
- Prezydent Ukrainy Wołodymyr Zełenski odwołał generała Wiktora Chorenkę ze stanowiska dowódcy Sił Operacji Specjalnych, które piastował od 25 lipca 2022 roku. Na stanowisku zastąpił go pułkownik Serhij Łupanczuk[61].
- U wybrzeży Iwo Jimy ma miejsce erupcja wulkanu, tworząc tymczasowo nową wyspę i kontynuując pierwsze erupcje magmowe od co najmniej 1000 lat[62].

## 2 listopada
- Prezydent Rosji Władimir Putin podpisał ustawę unieważniającą ratyfikację przez Rosję traktatu o całkowitym zakazie prób z bronią jądrową (CTBT)[63].
- Z badania opublikowanego w czasopiśmie Nature wynikało, że ponowna analiza szczątków szkieletowych z Hiszpanii sugerowała, że działania wojenne na dużą skalę miały miejsce w Europie ok. 5000 lat temu w okresie neolitu[64][65].
- Premierę miał utwór „Now and Then” zespołu The Beatles, nagrany częściowo w 1977 roku przez Johna Lennona[66].

## 1 listopada
- Inwazja Rosji na Ukrainę: Rosja ostrzelała za pomocą artylerii, rakiet i dronów 118 ukraińskich miast i wsi w ciągu 24h, najwięcej w ciągu jednego dnia w 2023 roku. W Awdijiwce odnotowano ponad 40 ataków[67].
- Sonda kosmiczna NASA o nazwie Lucy przeleciała obok asteroidy (152830) Dinkinesh, pierwszej z 10 asteroid planowanych do odwiedzenia przez tę sondę[68].